# Sui Wenjing
Sui Wenjing (n. 18 iulie 1995, Harbin, Republica Populară Chineză) este o patinatoare artistică ce a reprezentat Republica Populară Chineză, medaliată olimpică. A participat la 2 ediții ale Jocurilor Olimpice (2018, 2022) în care a câștigat o medalie de aur și o medalie de argint.